# Miami Open 2016 - Qualificazioni singolare femminile
Le qualificazioni del singolare femminile del Miami Open 2016 sono state un torneo di tennis preliminare per accedere alla fase finale della manifestazione. Le vincitrici dell'ultimo turno sono entrate di diritto nel tabellone principale. In caso di ritiro di una o più giocatrici aventi diritto a queste sono subentrate le lucky loser, ossia le giocatrici che hanno perso nell'ultimo turno ma che avevano una classifica più alta rispetto alle altre partecipanti che avevano comunque perso nel turno finale.

## Giocatrici

### Teste di serie
1. Jeļena Ostapenko (primo turno)
2. Jaroslava Švedova (ultimo turno)
3. Anett Kontaveit (primo turno)
4. Mariana Duque Mariño (primo turno)
5. Ana Konjuh (primo turno)
6. Naomi Broady (ultimo turno)
7. Lara Arruabarrena Vecino (ultimo turno)
8. Laura Siegemund (primo turno)
9. Polona Hercog (ritirata, primo turno)
10. Elena Vesnina (qualificata)
11. Kurumi Nara (primo turno)
12. Tatjana Maria (ultimo turno)

1. Alison Riske (primo turno)
2. Anastasija Sevastova (primo turno)
3. Donna Vekić (ultimo turno)
4. Lauren Davis (primo turno)
5. Francesca Schiavone (qualificata)
6. Aljaksandra Sasnovič (qualificata)
7. Kristýna Plíšková (qualificata)
8. Evgenija Rodina (primo turno)
9. Cvetana Pironkova (ultimo turno)
10. Shelby Rogers (primo turno)
11. Lourdes Domínguez Lino (qualificata)
12. Magda Linette (qualificata)

### Qualificate
1. Lourdes Domínguez Lino
2. Kristýna Plíšková
3. Maria Sakkarī
4. Samantha Crawford
5. Kiki Bertens
6. Aljaksandra Sasnovič

1. Jana Čepelová
2. Anna Tatišvili
3. Pauline Parmentier
4. Elena Vesnina
5. Francesca Schiavone
6. Magda Linette

## Tabellone qualificazioni

### Legenda
| - Q = Qualificato - WC = Wild card - LL = Lucky loser | - ALT = Alternate - SE = Special Exempt - PR = Protected Ranking | - w/o = Walkover - r = Ritirato - d = Squalificato |

### Sezione 1
|  | Primo turno | Primo turno            | Primo turno            | Primo turno | Primo turno |  |  | Ultimo turno | Ultimo turno           | Ultimo turno           | Ultimo turno | Ultimo turno |  |
|  |             |                        |                        |             |             |  |  |              |                        |                        |              |              |  |
|  | 1           | Jeļena Ostapenko       | Jeļena Ostapenko       | 5           | 2           |  |  |              |                        |                        |              |              |  |
|  | WC          | Sachia Vickery         | Sachia Vickery         | 7           | 6           |  |  | WC           | Sachia Vickery         | Sachia Vickery         | 2            | 4            |  |
|  |             | Stefanie Vögele        | Stefanie Vögele        | 2           | 5           |  |  | 23           | Lourdes Domínguez Lino | Lourdes Domínguez Lino | 6            | 6            |  |
|  | 23          | Lourdes Domínguez Lino | Lourdes Domínguez Lino | 6           | 7           |  |  |              |                        |                        |              |              |  |

### Sezione 2
|  | Primo turno | Primo turno        | Primo turno        | Primo turno | Primo turno |  |  | Ultimo turno | Ultimo turno      | Ultimo turno      | Ultimo turno | Ultimo turno |  |
|  |             |                    |                    |             |             |  |  |              |                   |                   |              |              |  |
|  | 2           | Jaroslava Švedova  | Jaroslava Švedova  | 6           | 6           |  |  |              |                   |                   |              |              |  |
|  |             | Patricia Maria Tig | Patricia Maria Tig | 3           | 3           |  |  | 2            | Jaroslava Švedova | Jaroslava Švedova | 3            | 3            |  |
|  |             | Kateřina Siniaková | Kateřina Siniaková | 2           | 4           |  |  | 19           | Kristýna Plíšková | Kristýna Plíšková | 6            | 6            |  |
|  | 19          | Kristýna Plíšková  | Kristýna Plíšková  | 6           | 6           |  |  |              |                   |                   |              |              |  |

### Sezione 3
|  | Primo turno | Primo turno          | Primo turno          | Primo turno | Primo turno |  |  | Ultimo turno      | Ultimo turno      | Ultimo turno      | Ultimo turno | Ultimo turno |  |
|  |             |                      |                      |             |             |  |  |                   |                   |                   |              |              |  |
|  | 3           | Anett Kontaveit      | Anett Kontaveit      | 3           | 1           |  |  |                   |                   |                   |              |              |  |
|  |             | Maria Sakkarī        | Maria Sakkarī        | 6           | 6           |  |  | Maria Sakkarī     | Maria Sakkarī     | Maria Sakkarī     | 7            | 6            |  |
|  |             | Aleksandra Krunić    | Aleksandra Krunić    | 6           | 6           |  |  | Aleksandra Krunić | Aleksandra Krunić | Aleksandra Krunić | 63           | 1            |  |
|  | 14          | Anastasija Sevastova | Anastasija Sevastova | 4           | 3           |  |  |                   |                   |                   |              |              |  |

### Sezione 4
|  | Primo turno | Primo turno          | Primo turno | Primo turno | Primo turno |  |  | Ultimo turno      | Ultimo turno      | Ultimo turno | Ultimo turno | Ultimo turno |  |
|  |             |                      |             |             |             |  |  |                   |                   |              |              |              |  |
|  | 4           | Mariana Duque Mariño | 6           | 4           | 4           |  |  |                   |                   |              |              |              |  |
|  |             | Samantha Crawford    | 0           | 6           | 6           |  |  | Samantha Crawford | Samantha Crawford | 6            | 4            | 6            |  |
|  | WC          | Katie Swan           | 1           | 6           | 6           |  |  | Katie Swan        | Katie Swan        | 2            | 6            | 2            |  |
|  | 16          | Lauren Davis         | 6           | 4           | 2           |  |  |                   |                   |              |              |              |  |

### Sezione 5
|  | Primo turno | Primo turno  | Primo turno  | Primo turno | Primo turno |  |  | Ultimo turno | Ultimo turno | Ultimo turno | Ultimo turno | Ultimo turno |  |
|  |             |              |              |             |             |  |  |              |              |              |              |              |  |
|  | 5           | Ana Konjuh   | Ana Konjuh   | 2           | 3           |  |  |              |              |              |              |              |  |
|  |             | Kiki Bertens | Kiki Bertens | 6           | 6           |  |  |              | Kiki Bertens | Kiki Bertens | 6            | 7            |  |
|  | WC          | Claire Liu   | 7            | 1           | 0           |  |  | 15           | Donna Vekić  | Donna Vekić  | 3            | 5            |  |
|  | 15          | Donna Vekić  | 5            | 6           | 6           |  |  |              |              |              |              |              |  |

### Sezione 6
|  | Primo turno | Primo turno          | Primo turno          | Primo turno | Primo turno |  |  | Ultimo turno | Ultimo turno         | Ultimo turno         | Ultimo turno | Ultimo turno |  |
|  |             |                      |                      |             |             |  |  |              |                      |                      |              |              |  |
|  | 6           | Naomi Broady         | Naomi Broady         | 6           | 6           |  |  |              |                      |                      |              |              |  |
|  |             | Çağla Büyükakçay     | Çağla Büyükakçay     | 4           | 3           |  |  | 6            | Naomi Broady         | Naomi Broady         | 4            | 2            |  |
|  | WC          | Indy de Vroome       | Indy de Vroome       | 62          | 68          |  |  | 18           | Aljaksandra Sasnovič | Aljaksandra Sasnovič | 6            | 6            |  |
|  | 18          | Aljaksandra Sasnovič | Aljaksandra Sasnovič | 7           | 7           |  |  |              |                      |                      |              |              |  |

### Sezione 7
|  | Primo turno | Primo turno              | Primo turno              | Primo turno | Primo turno |  |  | Ultimo turno | Ultimo turno             | Ultimo turno             | Ultimo turno | Ultimo turno |  |
|  |             |                          |                          |             |             |  |  |              |                          |                          |              |              |  |
|  | 7           | Lara Arruabarrena Vecino | Lara Arruabarrena Vecino | 6           | 6           |  |  |              |                          |                          |              |              |  |
|  |             | Julia Glushko            | Julia Glushko            | 2           | 2           |  |  | 7            | Lara Arruabarrena Vecino | Lara Arruabarrena Vecino | 2            | 2            |  |
|  |             | Jana Čepelová            | Jana Čepelová            | 7           | 6           |  |  |              | Jana Čepelová            | Jana Čepelová            | 6            | 6            |  |
|  | 20          | Evgenija Rodina          | Evgenija Rodina          | 5           | 4           |  |  |              |                          |                          |              |              |  |

### Sezione 8
|  | Primo turno | Primo turno       | Primo turno       | Primo turno | Primo turno |  |  | Ultimo turno      | Ultimo turno      | Ultimo turno      | Ultimo turno | Ultimo turno |  |
|  |             |                   |                   |             |             |  |  |                   |                   |                   |              |              |  |
|  | 8           | Laura Siegemund   | Laura Siegemund   | 5           | 2           |  |  |                   |                   |                   |              |              |  |
|  |             | Anna Tatišvili    | Anna Tatišvili    | 7           | 6           |  |  | Anna Tatišvili    | Anna Tatišvili    | Anna Tatišvili    | 6            | 6            |  |
|  |             | Sesil Karatančeva | Sesil Karatančeva | 6           | 6           |  |  | Sesil Karatančeva | Sesil Karatančeva | Sesil Karatančeva | 2            | 2            |  |
|  | 22          | Shelby Rogers     | Shelby Rogers     | 3           | 4           |  |  |                   |                   |                   |              |              |  |

### Sezione 9
|  | Primo turno | Primo turno        | Primo turno | Primo turno | Primo turno |  |  | Ultimo turno | Ultimo turno       | Ultimo turno | Ultimo turno | Ultimo turno |  |
|  |             |                    |             |             |             |  |  |              |                    |              |              |              |  |
|  | 9           | Polona Hercog      | 3           | 0           | r           |  |  |              |                    |              |              |              |  |
|  | WC          | Fanny Stollár      | 6           | 3           |             |  |  | WC           | Fanny Stollár      | 7            | 2            | 4            |  |
|  |             | Pauline Parmentier | 2           | 7           | 7           |  |  |              | Pauline Parmentier | 65           | 6            | 6            |  |
|  | 13          | Alison Riske       | 6           | 5           | 64          |  |  |              |                    |              |              |              |  |

### Sezione 10
|  | Primo turno | Primo turno       | Primo turno       | Primo turno | Primo turno |  |  | Ultimo turno | Ultimo turno      | Ultimo turno      | Ultimo turno | Ultimo turno |  |
|  |             |                   |                   |             |             |  |  |              |                   |                   |              |              |  |
|  | 10          | Elena Vesnina     | Elena Vesnina     | 6           | 6           |  |  |              |                   |                   |              |              |  |
|  |             | Kateryna Kozlova  | Kateryna Kozlova  | 3           | 1           |  |  | 10           | Elena Vesnina     | Elena Vesnina     | 6            | 6            |  |
|  |             | Louisa Chirico    | Louisa Chirico    | 4           | 2           |  |  | 21           | Cvetana Pironkova | Cvetana Pironkova | 2            | 1            |  |
|  | 21          | Cvetana Pironkova | Cvetana Pironkova | 6           | 6           |  |  |              |                   |                   |              |              |  |

### Sezione 11
|  | Primo turno | Primo turno         | Primo turno    | Primo turno | Primo turno |  |  | Ultimo turno | Ultimo turno        | Ultimo turno        | Ultimo turno | Ultimo turno |  |
|  |             |                     |                |             |             |  |  |              |                     |                     |              |              |  |
|  | 11          | Kurumi Nara         | Kurumi Nara    | 5           | 5           |  |  |              |                     |                     |              |              |  |
|  | WC          | Sorana Cîrstea      | Sorana Cîrstea | 7           | 7           |  |  | WC           | Sorana Cîrstea      | Sorana Cîrstea      | 2            | 4            |  |
|  |             | Han Xinyun          | 7              | 0           | 2           |  |  | 17           | Francesca Schiavone | Francesca Schiavone | 6            | 6            |  |
|  | 17          | Francesca Schiavone | 5              | 6           | 6           |  |  |              |                     |                     |              |              |  |

### Sezione 12
|  | Primo turno | Primo turno   | Primo turno   | Primo turno | Primo turno |  |  | Ultimo turno | Ultimo turno  | Ultimo turno  | Ultimo turno | Ultimo turno |  |
|  |             |               |               |             |             |  |  |              |               |               |              |              |  |
|  | 12          | Tatjana Maria | Tatjana Maria | 6           | 6           |  |  |              |               |               |              |              |  |
|  |             | Duan Yingying | Duan Yingying | 1           | 3           |  |  | 12           | Tatjana Maria | Tatjana Maria | 64           | 3            |  |
|  |             | Tamira Paszek | Tamira Paszek | 4           | 2           |  |  | 24           | Magda Linette | Magda Linette | 7            | 6            |  |
|  | 24          | Magda Linette | Magda Linette | 6           | 6           |  |  |              |               |               |              |              |  |